# 名古屋市立田光中学校
名古屋市立田光中学校（なごやしりつ たこうちゅうがっこう）は、名古屋市瑞穂区内浜町の公立中学校。

## 沿革
- 1947年（昭和22年）4月1日 - 名古屋市立田光中学校として創立する[1]。

## 部活動

### 運動部
- 野球部[2]
- バスケットボール部[2]
- 剣道部[2]
- 卓球部[2]
- 陸上部[2]

### 文化部
- 美術部[2]

## 通学区域
- 名古屋市立堀田小学校学区[3]
- 名古屋市立穂波小学校学区[3]